# Movlid Visaitov
Movlid Aleroevich Visaitov (en ruso: Мовли́д Алеро́евич Висаи́тов; 13 de mayo de 1914-Grozni, Unión Soviética, 23 de mayo de 1986) fue un oficial del Ejército Rojo de origen checheno y Héroe de la Unión Soviética. Fue comandante del  255.º Regimiento de Caballería Independiente checheno-ingusetio durante la Segunda Guerra Mundial.
Fue el primer oficial soviético en contactar por radio, reunirse y estrechar la mano de las fuerzas estadounidenses al mando del general Alexander R. Bolling en el río Elba, sobre lo que luego bromeó diciendo que «vinimos del río Terek al río Elba». Ambos intercambiaron obsequios: Visaitov le dio a Bolling su caballo y, a cambio, Bolling le dio un vehículo utilitario Willys MB. Posteriormente Visaitov recibió la Legión al Mérito.

## Biografía

### Infancia y juventud
Movlid Visaitov nació el 13 de mayo de 1914 en la pequeña localidad rural de Lakha-Nevre en la óblast del Térek —entonces parte del Imperio ruso, actualmente ubicada en la república de Chechenia en Rusia—. En 1931 se graduó en la escuela del pueblo. Luego, en 1932, completó sus estudios en la Escuela Técnica Cooperativa de Grozni y trabajó como gerente de una tienda.
En octubre de 1932 fue reclutado por el Ejército Rojo. En los papeles de reclutamiento el consejo de su aldea natal cambio su fecha de nacimiento a 1913 y su patronímico a Aleroevich en lugar de Magomedovich. Sirvió en un regimiento de caballería en el Distrito Militar del Cáucaso Norte hasta febrero de 1933, después se graduó en la Escuela Nacional de Caballería de las Montañas del Cáucaso Norte en Krasnodar en enero de 1935 y posteriormente, en noviembre de ese mismo año, se graduó en la Escuela de Infantería Ordzhonikidzevskaya. Después de completar sus estudios fue asignado al Distrito Militar de Kiev, donde inicialmente sirvió como comandante de pelotón y posteriormente ascendió al puesto de comandante de escuadrón.
En septiembre de 1939 entró por primera vez en combate en combate durante la invasión soviética de Polonia como capitán y comandante de escuadrón en el 34.º Regimiento de Caballería, que en ese momento formaba parte de la 3.ª División de Caballería. Siguió siendo comandante de escuadrón en Kiev hasta finales de 1940, y en mayo de 1941 se graduó en los Cursos de Formación Avanzada de Caballería para Personal de Mando en la ciudad de Novocherkask en el óblast de Rostov. Después trabajó como jefe de la escuela de regimiento del 34.º Regimiento de Caballería.

### Segunda Guerra Mundial
El 24 de julio de 1941, poco después del inicio de la invasión alemana de la Unión Soviética, Visaitov entró en combate por primera vez contra las fuerzas alemanas como comandante de escuadrón en el 34.º Regimiento de Caballería en el Frente Sudoeste. Durante la defensa de Ucrania fue herido en el hombro izquierdo y fue tratado en un hospital de campaña, donde permaneció hasta finales de agosto. Después de recuperarse participó en la defensa de Kiev como comandante de un batallón de reconocimiento de la 206.º División de Fusileros.
El 19 de septiembre de 1941, mientras la división estaba rodeada cerca de la ciudad de Boryspil, Visaitov tomó el mando de más de 200 hombres y logró retirarse hasta alcanzar las líneas soviéticas en la zona del Dombás. Luego participó en la defensa de Rostov del Don donde sufrió congelación en la mano y graves lesiones en la pierna derecha en noviembre de 1941. Por lo que fue enviado a un hospital en Piatigorsk, donde permaneció recuperándose hasta principios de 1942, después fue nombrado jefe de Estado Mayor del recién formado 255.º Regimiento Independiente de Caballería Checheno-Ingusetio, que inicialmente estuvo bajo el mando de Yaponts Abadiyev; el 13 de mayo de 1942, Abadiyev fue designado para un puesto diferente y Visaitov fue nombrado comandante del regimiento.
Desde el comienzo de la batalla de Stalingrado, el regimiento vivió intensos combates; El 3 de agosto de 1942, mientras cubría la retirada de las tropas soviéticas, el regimiento fue atacado por el 78.º Cuerpo Panzer de la Wehrmacht cerca de Kotelnikovo. Durante el enfrentamiento, el regimiento eliminó cuatro tanques alemanes, pero sufrió grandes pérdidas tanto por el fuego de los blindados alemanes como por ataques aéreos. Enfrentado a bombardeos constantes y después de haber sufrido un gran número de bajas, el regimiento se vio obligado a retirarse. Debido a la fuertes pérdidas sufridas, la unidad se dividió en dos batallones de reconocimiento independientes que fueron agregados al 4.º Cuerpo de Caballería. El propio Visaitov había expresado su desacuerdo con las órdenes de enviar jinetes a luchar contra los tanques alemanes, y fue castigado por expresar tales preocupaciones; pero los miembros de su regimiento apreciaron que no quería llevarlos a una muerte segura.
Mientras se disolvía el regimiento, en octubre de 1942, Visaitov fue puesto al mando de uno de los batallones de reconocimiento y permaneció en ese puesto hasta enero de 1943, después trabajó como profesor de los cursos de caballería que capacitaban a los tenientes subalternos del Frente Sur. En septiembre de ese mismo año fue reasignado nuevamente como inspector asistente de caballería y luchó en batallas por toda Ucrania hasta que fue enviado a la reserva en mayo de 1944 por ser checheno; en febrero de 1944, toda la nación chechena fue declarada traidora y deportada a Asia Central.
En septiembre de 1944, después de las protestas de varios militares chechenos del Ejército Rojo en Moscú, a los chechenos, incluido Visaitov, se les permitió regresar al servicio militar. Fue asignado como subcomandante del 23.º Regimiento de Caballería de la Guardia y en diciembre se convirtió en comandante del 28.º Regimiento de Caballería de la Guardia. A partir de entonces y hasta el final de la guerra participó en las ofensivas de Mlavsko-Elbingskoy, Pomerania Oriental y Berlín. Durante la operación de Berlín, su regimiento estuvo emparejado con unidades de tanques y artillería, y rompieron las líneas enemigas en Schwedt el 27 de abril. Mientras continuaban avanzando, se apoderaron de varias ciudades, eliminaron dos regimientos enemigos, apoderandose en el proceso de grandes cantidades de equipo alemán y liberaron tres campos de concentración. El 2 de mayo llegaron al río Elba, donde las tropas de Visaitov se encontraron con soldados estadounidenses, poco después fue nominado para recibir el título de Héroe de la Unión Soviética. Sin embargo, sólo recibió la Orden de Lenin.

### Posguerra

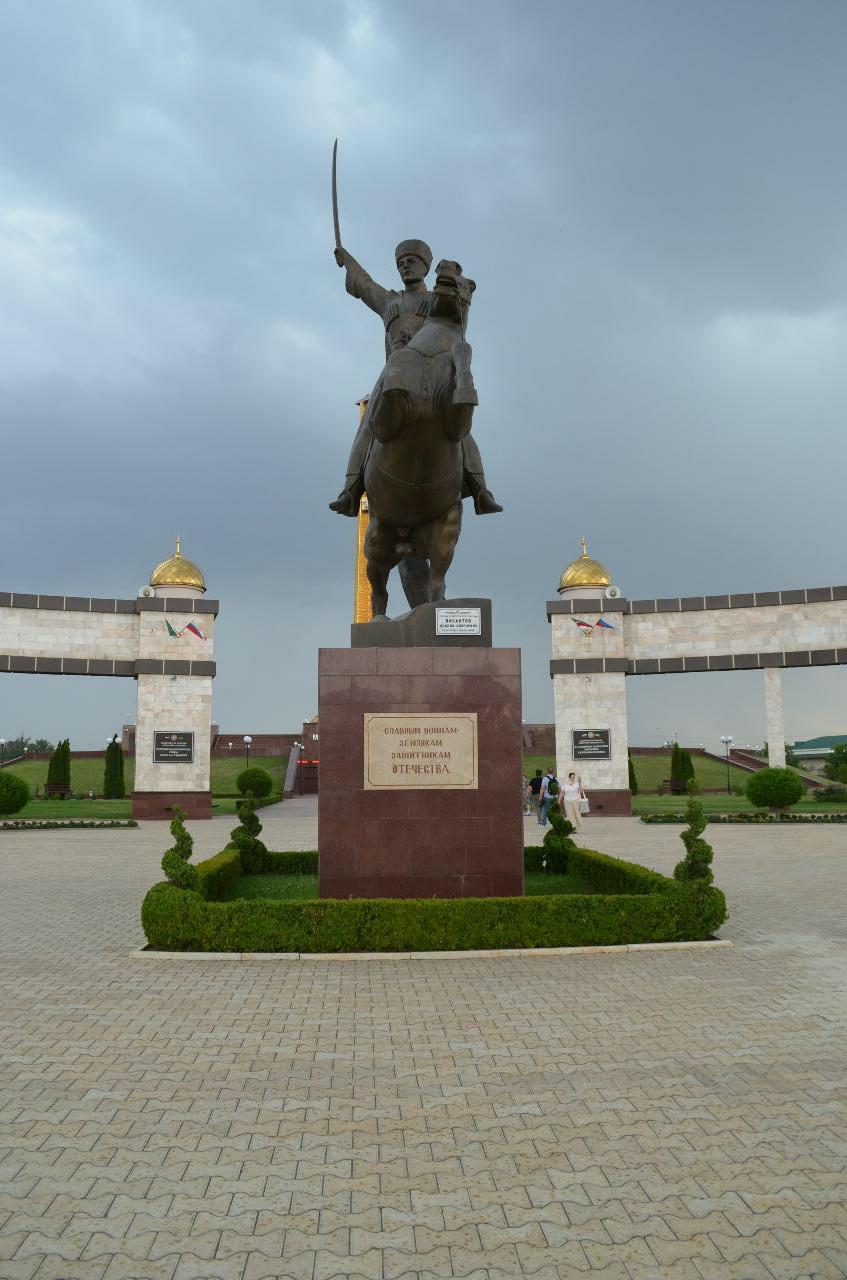
Monumento ecuestre a Movlid Visaitov en Grozni (Rusia)

Entre julio de 1945 y septiembre de 1946 estudió en la Academia Militar Frunze, después de graduarse abandonó el servicio militar activo y fue enviado a la reserva. Durante años después de la victoria no se le permitió regresar a su hogar en Chechenia y fue enviado al exilio en Asia Central. En 1957 se le permitió regresar a Chechenia, donde trabajó en la agricultura. Posteriormente vivió en Grozni y falleció el 23 de mayo de 1986 a la edad de 72 años. El 5 de mayo de 1990 se le concedió, póstumamente, el título de Héroe de la Unión Soviética.

## Condecoraciones
A lo largo de su carrera militar Movlid Visaitov recibió las siguientes condecoraciones
|  | Héroe de la Unión Soviética (n.º 11610; 5 de mayo de 1990)                                      |
|  | Orden de Lenin, dos veces (29 de junio de 1945 y 5 de mayo de 1990)                             |
|  | Orden de la Bandera Roja (29 de diciembre de 1941)                                              |
|  | Orden de Suvórov de 3.er grado (17 de febrero de 1945)                                          |
|  | Orden de la Guerra Patria de 1.er grado (18 de marzo de 1985)                                   |
|  | Orden de la Estrella Roja (6 de noviembre de 1943)                                              |
|  | Medalla Conmemorativa por el Centenario del Natalicio de Lenin «Al valor militar»               |
|  | Medalla por el Servicio de Combate (3 de noviembre de 1944)                                     |
|  | Medalla por la Defensa de Kiev                                                                  |
|  | Medalla por la Defensa de Stalingrado (1942)                                                    |
|  | Medalla por la Victoria sobre Alemania en la Gran Guerra Patria 1941-1945 (1945)                |
|  | Medalla Conmemorativa del 20.º Aniversario de la Victoria en la Gran Guerra Patria de 1941-1945 |
|  | Medalla Conmemorativa del 30.º Aniversario de la Victoria en la Gran Guerra Patria de 1941-1945 |
|  | Medalla Conmemorativa del 40.º Aniversario de la Victoria en la Gran Guerra Patria de 1941-1945 |
|  | Medalla por la Conquista de Königsberg                                                          |
|  | Medalla del 50.º Aniversario de las Fuerzas Armadas de la URSS                                  |
|  | Medalla del 60.º Aniversario de las Fuerzas Armadas de la URSS                                  |
|  | Medalla por Servicio Impecable de 2.do grado                                                    |
|  | Medalla Conmemorativa del 1500.º Aniversario de Kiev                                            |
|  | Medalla al Trabajador Veterano                                                                  |
|  | Oficial de la Legión al Mérito (Estados Unidos)                                                 |